# Czantoria Wielka

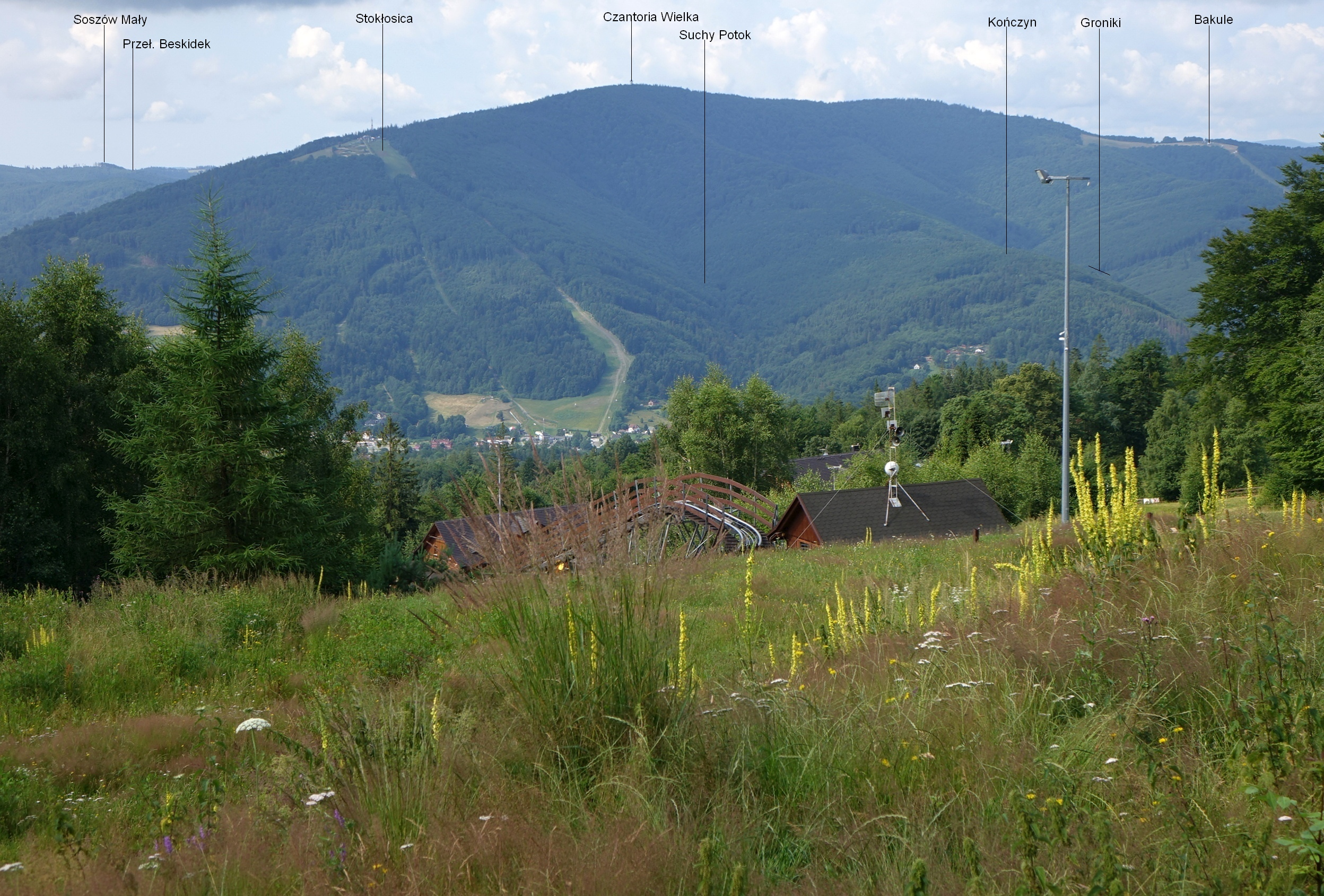
Widok na Czantorię z Równicy

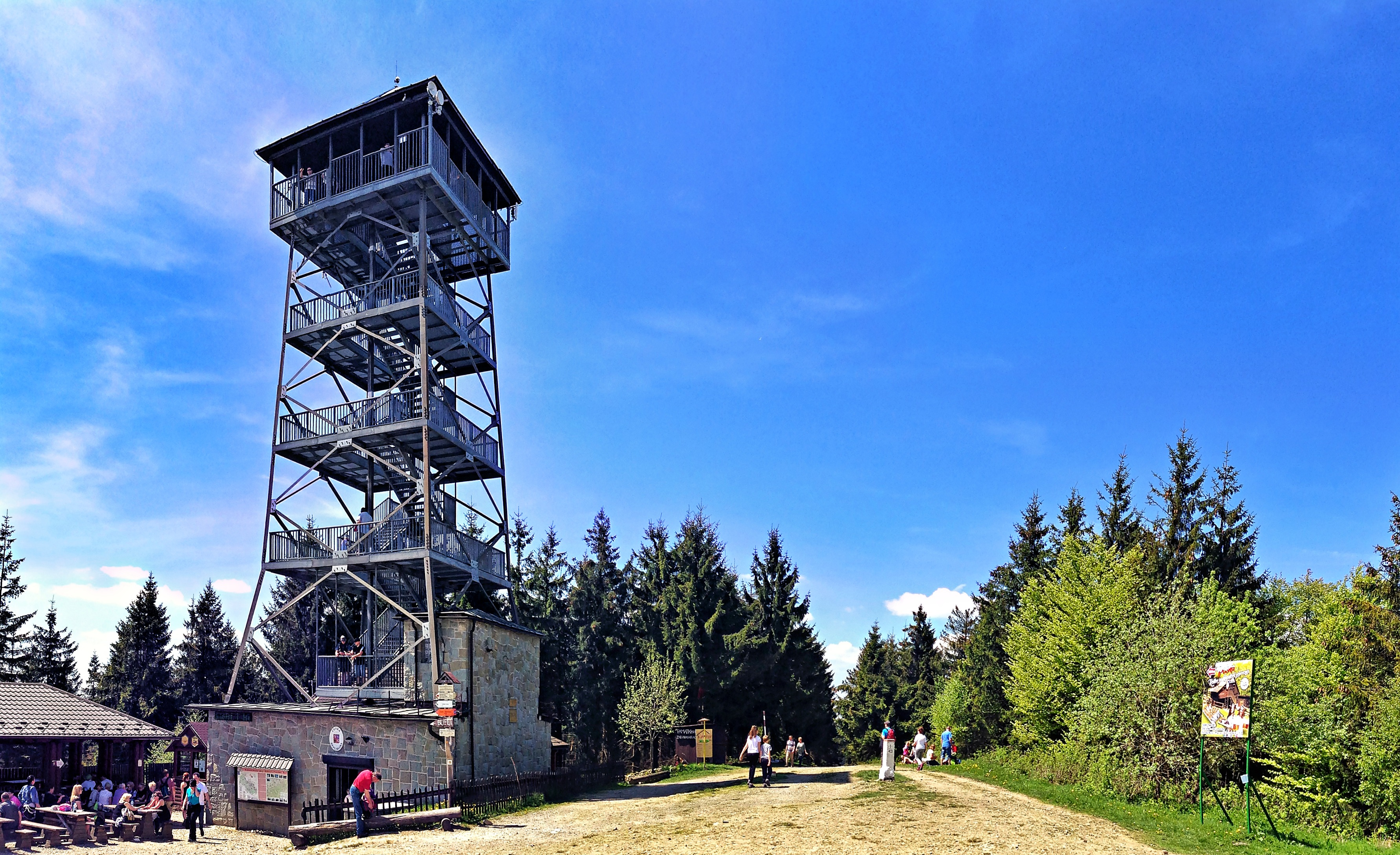
Wieża widokowa na szczycie Wielkiej Czantorii

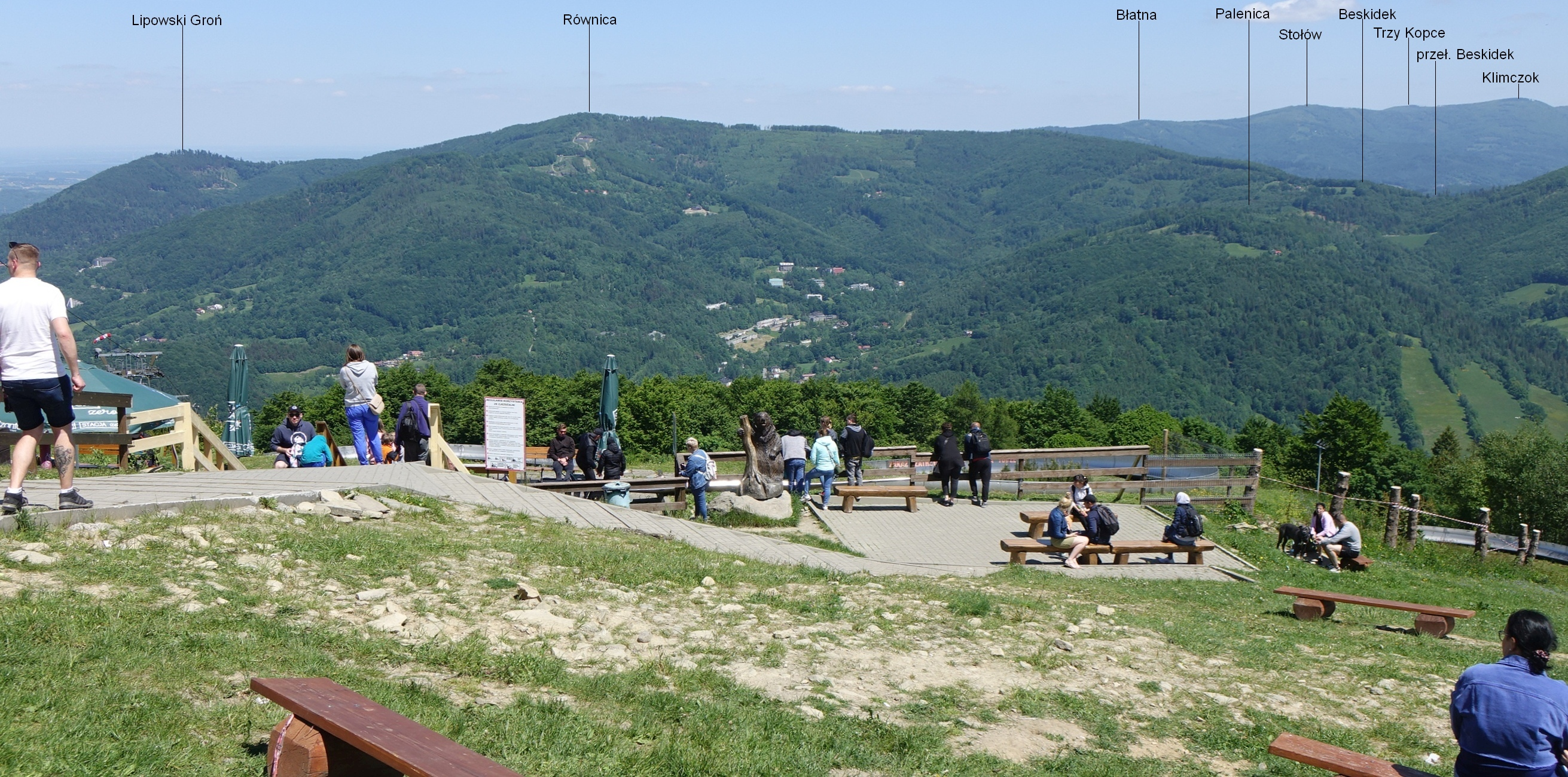
Widok z Wielkiej Czantorii na północ

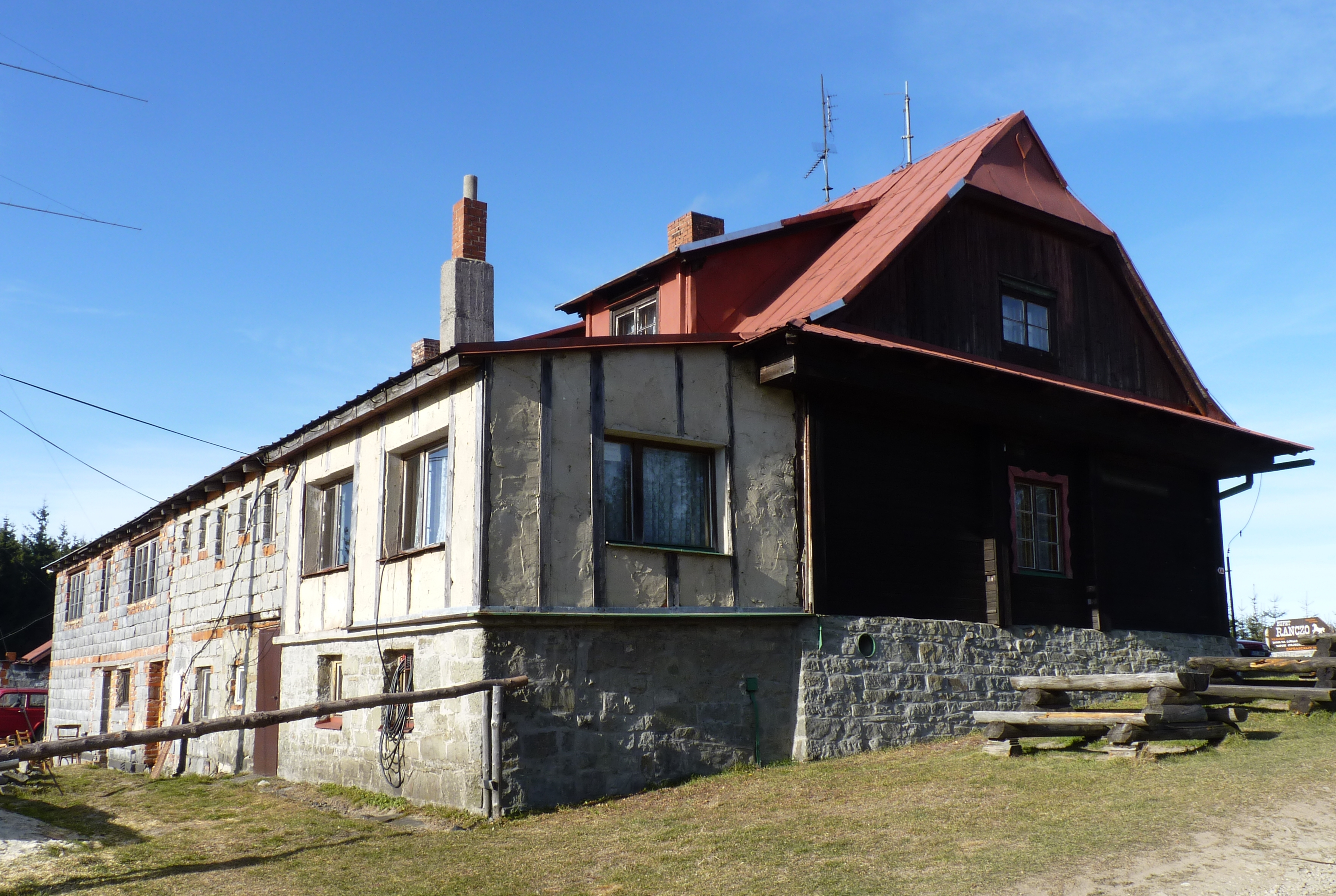
Schronisko turystyczne na Czantorii

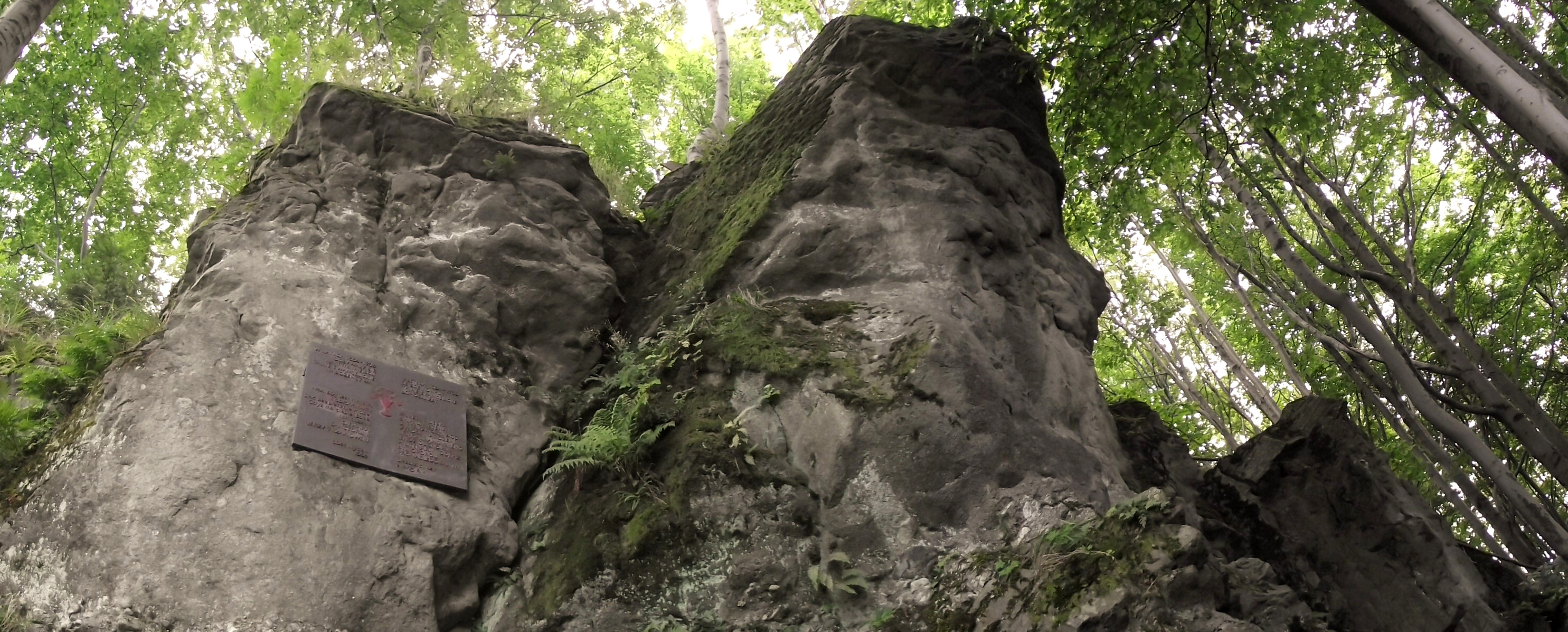
Leśny kościół na Zakamiyniu

Czantoria Wielka, Wielka Czantoria, cz. Velká Čantoryje, niem. Grosser Czantory-Berg, 995 m n.p.m., gwar. Wielko Czantoryjo – najwyższe wzniesienie Pasma Stożka i Czantorii w Beskidzie Śląskim, dominujące w północnej części tego pasma. Jest jednocześnie szczytem granicznym między Polską a Czechami oraz najwyższym szczytem czeskiej części Beskidu Śląskiego. Przez szczyt przebiega także główny wododział Polski, stanowiący granicę między zlewiskami Wisły i Odry.

## Nazwa i legendy
Nazwa „Czantoria” została wzmiankowana w zapiskach po raz pierwszy w dyplomie księcia cieszyńskiego Adama Wacława z dnia 3 października 1615 r., w którym ten rozgranicza swoje posiadłości od dóbr Adama Goczałkowskiego z Goczałkowic. Pierwotna nazwa Czartoryja oznaczała miejsce poryte przez czarty. W roku 1722 wzmiankowany był Mathes Tiesslar auf der Czartory, a w roku 1750 Sallasch (szałas) Welka Czantoria.
Z Czantorią wiąże się legenda o śpiących rycerzach i ich trzystu koniach, którzy w olbrzymiej pozłacanej komnacie we wnętrzu góry czekają, by w najtrudniejszych chwilach pomóc Śląskowi jako jego narodowe wojsko. Do tej legendy nawiązuje wytyczona po czantoryjskich stokach 20-kilometrowa Ścieżka Rycerska

## Topografia
Czantoria Wielka znajduje się w głównym grzbiecie pasma, między Czantorią Małą i przełęczą Beskidek oddzielającą ją od Soszowa Małego. Stoki północno-wschodnie opadają do doliny Wisły i wcinają się w nie dolinki potoków Groniki, Suchy, Bucznik i Gahura. Na wybitnym grzbiecie nad doliną Suchego Potoku jest wzniesienie Kończyn. Po czeskiej stronie w stoki Czantorii Wielkiej wcina się dolina potoku Střelmá. Góra charakteryzuje się stromymi zboczami od wschodu i zachodu – różnica wysokości pomiędzy położonym u stóp góry Ustroniem, a szczytem wynosi 630 m. Porośnięta jest w większości lasami bukowymi i świerkowo-jodłowymi, miejscami z udziałem jaworów, jesionów, modrzewi i in. Po obu stronach granicy państwowej w partiach podszczytowych znajdują się leśne rezerwaty przyrody: po stronie polskiej rezerwat „Czantoria”, a po stronie czeskiej narodowy rezerwat „Čantoryje”. Na zboczach i szczycie Czantorii Wielkiej występują także trawiaste polany. W stokach góry liczne uroczyska i skalne wychodnie. Na zachód od czeskiego schroniska znajduje się kilkunastometrowej wysokości pełne szczelin urwisko, na którym na początku XX wieku trenowano wspinaczkę skalną. Sam szczyt jest natomiast płaski i rozległy.
Na Czantorii Wielkiej istnieją jeszcze trzy polany: Bąkowiec, Goryczka i Stokłosica.

## Historia
Na zachodnim zboczu góry, przy czerwonym szlaku do Nydka, w miejscu zwanym Zakamień znajduje się tzw. „Kamień ewangelików”. Jest to kamień graniczny, na którym wyryto znak krzyża, jeden z tzw. leśnych kościołów – miejsce tajnych nabożeństw ewangelickich w epoce kontrreformacji (XVII/XVIII wiek) – wraz z tablicą upamiętniającą Jerzego Trzanowskiego.
W latach 30. XX wieku przez Czantorię przemycano do Polski drukowane w Czechach ulotki Komunistycznej Partii Polski, a od 1933 r. na szczycie góry pod kontrolą żandarmów i strażników granicznych działacze komunistyczni organizowali wielkie festyny, łącznie z meczami piłki nożnej, rozgrywanymi na dużym, dość równym terenie przy schronisku. Takie wiece zorganizowali np. Karol Śliwka i Fryderyk Kraus w 1933 i 27 maja 1936 roku. Później przez Czantorię przemycano ochotników do Brygad Międzynarodowych w Hiszpanii. W dwudziestoleciu międzywojennym na dużą skalę przez Czartorię szmuglowano towary: z Czechosłowacji do Polski głównie towary przemysłowe (m.in. buty), zaś w kierunku odwrotnym głównie żywność, czasami nawet stadka bydła i nierogacizny. W 1990 r. tłum polskich działaczy politycznych i turystów z Adamem Michnikiem na czele, zerwał na szczycie kordon graniczny protestując przeciwko żelaznej kurtynie w Europie.
Poniżej szczytu Czantoria Wielka (ok. 300 m) przy szlaku w kierunku Przełęczy Beskidek znajduje się krzyż upamiętniający śmierć czechosłowackiego żołnierza Klementa Šťastnego w czasie prac tzw. Komisji delimitacyjnej na Ziemi Cieszyńskiej, której zadaniem było wyznaczenie i wytyczenie granicy między Polską a Czechosłowacją.

## Turystyka
Czantoria Wielka jest jednym z najliczniej w polskich Beskidach odwiedzanych szczytów. Zawdzięcza to m.in. kolejce krzesełkowej i wieży widokowej. Na samym szczycie góry, ale po czeskiej stronie granicy, znajduje się stalowa wieża widokowa na Czantorii Wielkiej (wstęp płatny) z platformą na wysokości 29 metrów oraz toalety. Po polskiej stronie są bufety i sklepiki. Na grzbiecie góry, kilkaset metrów na zachód od szczytu, znajduje się czeskie schronisko turystyczne na Czantorii (właściwie pod Czantorią Wielką), zbudowane jeszcze przez niemiecką organizację turystyczną Beskidenverein w 1904 r. Tam też znajdowało się turystyczne przejście graniczne.
Czantoria Wielka stanowi duży węzeł szlaków turystycznych, którymi można dojść m.in. na Soszów Wielki, Czantorię Małą, Stożek i Tuł oraz do Ustronia, Nydka i Trzyńca. Przez szczyt przebiega Główny Szlak Beskidzki im. Kazimierza Sosnowskiego.
Na położoną poniżej szczytu polanę Stokłosica dociera kolej krzesełkowa „Czantoria” z Ustronia Polany wybudowana w 1967 i zmodernizowana w 2007. Obok górnej stacji znajduje się maszt przekaźnikowy. Czantoria to także dobry punkt widokowy. Obserwować można z niej panoramę Beskidu Śląskiego i Beskidu Morawsko-Śląskiego, rzekę Wisłę oraz Pogórze Śląskie i Górny Śląsk – przy dobrej pogodzie widoczny jest Zbiornik Goczałkowicki i dalej stopniowo w stronę zachodnią – elektrownia Łaziska, miasta: Żory i Jastrzębie-Zdrój, elektrownia Rybnik, hałda w Rydułtowach, miasto Wodzisław Śląski, elektrownia Dziećmorowice, Karwina, Hawierzów i Ostrawa.
Szlaki piesze
 z Goleszowa przez Tuł i Małą Czantorię – 3:45 godz., z powrotem 2:45 godz.,
 z Ustronia Centrum przez Małą Czantorię – 3 godz., z powrotem 2:30 godz.,
 z Ustronia Centrum 2.30 godz., z powrotem 1:45 godz.,
 z Ustronia Polany 1.45 godz., z powrotem 1:15 godz.,
 ze Stożka – przez Soszów Wielki i przełęcz Beskidek – 3:45 godz., z powrotem 3:30 godz.,
  z Wisły Centrum przez Soszów Wielki i przełęcz Beskidek – 3:30 godz., z powrotem 2:30 godz.,
  na Stożek (lub do Jabłonkowa –  ),
    do Jabłonkowa przez Nydek,
  do Trzyńca.
Inne
- kolej krzesełkowa „Czantoria”
- przekaźnik RTV na polanie Stokłosica
- wieża widokowa na Czantorii Wielkiej
- letni tor saneczkarski
- punkty gastronomiczne oraz sklepy z pamiątkami
- nartostrada z polany Stokłosica do Ustronia Polany
- „Sokolnia”